# تريفلورالين
تريفلورالين هو مبيد أعشاب يضاف عادة للتربة للقضاء على أنواع الأعشاب الضارة عريضة الأوراق، وللتحكم بالنمو السنوي للعشب العادي.

## الآلية
يقوم مستحضر تريفلورالين بتثبيط نمو جذور النباتات عن طريق تعطيل الانقسام المتساوي، وبالتالي التحكم في انتشار الأعشاب الضارة عند إنتاشها.

## التحضير
يمكن أن تتم عملية التحضير الكيميائي لمركب تريفلورالين انطلاقاً من مركب 4-كلورو ثلاثي فلورو التولوين بالتفاعل مع حمض النتريك، ثم بالتفاعل لاحقاً مع ثنائي بروبيلامين:

## الانتشار
يعد هذا المبيد واسع الانتشار في الولايات المتحدة الأمريكية، إذ أنتج منه حوالي 14 مليون رطل سنة 2001. بالمقابل، فإن هذا المبيد محظور في دول الاتحاد الأوروبي منذ سنة 2008، بسبب السمية المرتفعة بالنسبة للأسماك والحياة البحرية.